# Kepler-9b
Kepler-9b és un dels primers planetes descoberts fora del Sistema solar (exoplanetes) per la Missió Kepler de la NASA. Gira al voltant de l'estrella Kepler-9 dins de la constel·lació de la Lira. Kepler-9b és el més gran de tres planetes detectats en el sistema Kepler pel mètode de trànsit; la seva massa és aproximadament la meitat de la del planeta Saturn, i és el planeta més gran del seu sistema. Kepler-9b i Kepler-9c mostren un fenomen anomenat ressonància orbital, en el qual l'atracció gravitatòria de cada planeta altera i estabilitza l'òrbita de l'altre. El descobriment del planeta es va anunciar el 26 d'agost de 2010.

## Nomenclatura i història
El nom de Kepler-9b indica que és el primer exoplaneta descobert en òrbita al voltant de l'estrella Kepler-9. L'estrella, al seu torn, va rebre el seu nom per la Missió Kepler, un projecte de la NASA dissenyat per cercar planetes semblants a la Terra. Els planetes de Kepler-9 es trobaven entre els 700 candidats planetaris recol·lectats durant els primers 43 dies en línia de Kepler. El sistema en particular es va marcar com un dels cinc sistemes que semblaven tenir més d'un exoplaneta en trànsit. El descobriment de Kepler-9b es va anunciar el 26 d'agost de 2010. Va ser la part del primer sistema estel·lar confirmat en què diversos planetes transitaven la mateixa estrella.
El planeta va ser confirmat pel satèl·lit Kepler pel mètode de trànsit, en el qual el planeta passa a través de la cara de la seva estrella en relació amb la Terra, enfosquint la llum d'aquesta estrella en una petita quantitat; aquesta diferència de llum es fa servir per determinar el planeta i diverses de les seves característiques, inclòs la mida i la distància des de la seva estrella d'origen.
Les estimacions inicials de la massa de Kepler-9b van ser refinades per l'Observatori W. M. Keck a Mauna Kea, Hawaii. En fer-ho, els científics van trobar que Kepler-9b és el més gran dels dos planetes gasosos descoberts en el sistema Kepler-9, encara que en massa és més petit que el planeta Saturn.

## Característiques
Kepler-9b és un planeta gasós que té una massa aproximada de 43 vegades la de la Terra; per tant, és aproximadament la meitat de la massa del planeta Saturn. Té un radi d'uns 0,842 RJ, o al voltant del 80% del radi de Júpiter. El planeta orbita al voltant de Kepler-9 cada 19.243 dies, i es troba a uns 0,14 ua de l'estrella. Per comparar, la distància mitjana de Mercuri del Sol és de .387 AU i tarda 87,969 dies per completar una òrbita. Kepler-9b és el segon planeta més proper a la seva estrella en el sistema Kepler-9.
El primer cas conegut de ressonància orbital en exoplanetes de trànsit ha estat observat entre Kepler-9b i Kepler-9c. Els dos planetes, les òrbites dels quals corresponen en una proporció aproximada de 1:2, mantenen l'òrbita de l'altre mitjançant una estirada gravitacional. L'òrbita de Kepler-9b creix, de mitjana, quatre minuts més en cada període orbital. Finalment, aquesta tendència es revertirà i augmentarà. Amb el pas del temps, es pot veure que les òrbites dels planetes oscil·len lleugerament per sobre i per sota de la relació 1:2. Alycia Weinberger, de la Carnegie, ha afirmat que els gegants gasosos de Kepler-9 probablement es van formar més allunyats de l'estrella del que són ara, i l'aparició del fenomen de ressonància orbital pot ajudar a explicar la història de la seva migració interna.